# Sveučilište u Mostaru
Sveučilište u Mostaru (lat. Universitas studiorum Mostariensis) je drugo po veličini sveučilište u Bosni i Hercegovini sa sjedištem u Mostaru, osnovano 1977. Jedino je sveučilište na hrvatskom jeziku izvan Republike Hrvatske.
Sveučilište ima deset fakulteta i jednu Akademiju umjetnosti s 50 različitih studija, 46 specijalizacija i 70 studijskih grupa. Zbog ovoga je Sveučilište u Mostaru jedno od najraznovrsnijih školskih ustanova u BiH. Sveučilište u Mostaru najbrže je rastuće sveučilište u BiH s 10 712 studenata, od čega njih 17 % dolazi iz Hrvatske.
Izvorno se zvalo Univerzitet Džemala Bijedića u Mostaru, po jugoslavenskom predsjedniku vlade Džemalu Bijediću, no preimenovano je 1992. u sadašnji naziv. Nastavilo je djelovati i tijekom ratnog razdoblja. Jedno je od dva javna sveučilišta u Mostaru (drugo, Sveučilište "Džemal Bijedić" u Mostaru, osnovano 1993., uzelo je prethodni naziv mostarskog Sveučilišta).

## Povijest
Sveučilište u Mostaru osnovano je 1977. godine, iako Mostar i Hercegovina imaju tradiciju razvoja visokog školstva i školskih institucija od kraja 19. stoljeća. Prva škola sveučilišne razine datira još iz 1895. godine. To je bio Franjevački teološki studij na Brigu, Široki Brijeg, u početku četverogodišnji, a poslije, od 1933. godine petogodišnji, s tim da su dvije zadnje godine studirane na drugim sveučilištima. Nakon Drugog svjetskog rata, ova institucija je zatvorena.
Viša pedagoška škola u Mostaru se osniva 1950. godine. To je prethodnica Pedagoškog fakulteta, koji se 2005. godine dijeli na dva fakulteta, i to Filozofski fakultet i Fakultet prirodoslovno-matematičkih i odgojnih znanosti. Godine 1959. u Mostaru se osniva Visoka tehnička škola strojarske struke. Od akademske 1970./1971. godine ona prerasta u odjel Strojarskog fakulteta Univerziteta u Sarajevu. Godine 1977. ovi se fakulteti odvajaju od Univerziteta u Sarajevu osnivajući Sveučilište "Džemal Bijedić". Mostar postaje samostalno sveučilišno središte.
Unatoč objektivnim teškoćama, Sveučilište nije prekidalo s radom ni tijekom ratnog razdoblja 1991. - 1995., kada je (1992.) preimenovano u današnje ime "Sveučilište u Mostaru". Već od sredine 1990-ih godina započinje otvaranje novih fakulteta i znanstvenih instituta. U najtežim ratnim godinama u kojima je bio ugrožen opstanak Sveučilišta funkciju rektora Sveučilišta u Mostaru obnašao je prof. dr. sc. Zdenko Kordić (rektor od 1992. do 1999. godine). Njegov doprinos stvaranju, očuvanju i promicanju Sveučilišta u Mostaru na europskoj i svjetskoj razini ostat će trajno zabilježen. 
Godine 2002. svečano je obilježena 100. obljetnica Franjevačke bogoslovije (korijena visoke naobrazbe na ovim područjima), a u 2007. godini 30. obljetnica Sveučilišta u Mostaru.
Sredinom 2003. godine Sveučilište u Mostaru kao prvo sveučilište iz Bosne i Hercegovine apliciralo je za sudjelovanje u programu institucionalne evaluacije Europske asocijacije sveučilišta (EUA - Institutional Evaluation Programme). Uspješan završetak institucionalne evaluacije u rujnu 2004. godine nedvojbeno predstavlja značajnu referenciju i iskorak za Sveučilište u Mostaru na putu ka potpunom uključivanju u Europski prostor visokog obrazovanja (EHEA). Od akademske 2005./2006. godine, način studiranja na Sveučilištu u Mostaru u potpunosti je izmijenjen i prilagođen sukladno preporukama Bolonjske deklaracije. 
U akademskoj 2008./2009. godini upisana je prva generacija studenata na drugi ciklus, tj. diplomski studij na fakultetima Sveučilišta na kojima prvi ciklus (preddiplomski studij) traje tri godine. Filozofski fakultet Sveučilišta u Mostaru pokrenuo je treći ciklus - doktorski studij u akademskoj 2006./2007. godini, a u akademskoj 2008./2009. treći ciklus pokrenuo je i Ekonomski fakultet Sveučilišta u Mostaru i to zajedno s Ekonomskim fakultetom Sveučilišta u Splitu.
Sveučilište u Mostaru je akademsku 2011./2012. godinu dočekalo s oko 16.000 studenata na preddiplomskim, diplomskim i doktorskim studijima na ukupno 10 fakulteta i jednoj akademiji, oko 1.000 profesora i suradnika, te s rekonstruiranim zgradama Agronomskog i prehrambeno-tehnološkog, Pravnog, Ekonomskog i Fakulteta strojarstva i računarstva, novoizgrađenim zgradama Fakulteta prirodoslovno-matematičkih i odgojnih znanosti, Medicinskog i Fakulteta građevinarstva, arhitekture i geodezije, Filozofskog fakulteta i Fakulteta zdravstvenih studija, što je financirala Vlada Hrvatske.
Sveučilištu je posljednji pridružen Teološko—katehetski institut koji je do 5. srpnja 2024. bio pod okriljem Sveučilišta u Sarajevu. 

## Značaj
Stalni razvoj i rast Sveučilišta osiguran je kroz brojne aktivnosti, kao što su: kontinuirano osuvremenjivanje nastavnih planova i programa, pokretanje znanstvenih istraživanja, uspostavljanje i razvoj mreže međusveučilišne suradnje, kako unutar BiH tako i u široj regiji i Europi, kao i suradnje s gospodarstvom. Danas je Sveučilište punopravni član svih značajnijih europskih i regionalnih sveučilišnih asocijacija i akademskih mreža, s vrlo uspješnom i intenzivnom međunarodnom suradnjom.
Misija Sveučilišta u Mostaru temeljena je na dvije osnovne značajke institucija visokog obrazovanja: obrazovanju i znanstveno-istraživačkom radu. Sveučilište u Mostaru se kroz svoj dosadašnji rad dokazalo i potvrdilo kao institucija orijentirana i prema studentima i znanstvenim istraživanjima, s temeljnom zadaćom obrazovanja, ali i društvenog i kulturnog razvitka pojedinaca i njihovim pripremanjem za odgovorno i kvalitetno uključivanje u gospodarski, kulturni i znanstveni život društva u cjelini.
Ovo je jedino sveučilište u Bosni i Hercegovini s hrvatskim službenim jezikom koje čuva i njeguje hrvatski kulturni identitet u Bosni i Hercegovini i šire, ali i sveučilište otvoreno za sve studente, nastavnike i suradnike bez obzira na njihova ideologijska, politička, kulturna i vjerska opredjeljenja.
Sveučilište u Mostaru je definiralo misiju po kojoj je jedinstveno i prepoznato u Bosni i Hercegovini, ali i u široj regiji – stvoriti i oblikovati suvremeno, tolerantno, europski orijentirano sveučilište, istodobno čuvajući i razvijajući hrvatski kulturni identitet. Sveučilište u Mostaru je potpisalo ugovore o suradnji sa sveučilištima u Pečuhu, Granadi, Brandenburgu, Rimu, Ljubljani, Mariboru, Podgorici, Kopru, Zagrebu, Osijeku, Dubrovniku, Splitu, Rijeci, Varaždinu i Koprivnici, Zadru, Puli, Mostaru (Džemal Bijedić), Sarajevu, Banjoj Luci, Tuzli, Zenici, Bihaću, Istočnom Sarajevu.

## Osnivači
Daytonskim sporazumom obrazovanje, od predškolskog do visokog, prelazi u nadležnosti Republike Srpske u Republici Srpskoj a u Federaciji Bosne i Hercegovine prelazi isključivo na županije. Takvim rješenjem u Federaciji Bosne i Hercegovine formalno je omogućeno nastavak nastave u osnovnim i srednjim školama u tri županije s većinskim hrvatskim stanovništvom (Zapadnohercegovačka, Hercegbosanska i Posavska županija) i dvije županije s većinskim mješovitim hrvatsko-bošnjačkim stanovništvom (Hercegovačko-neretvanska županija i Županija Središnja Bosna). Županije u Federaciji BiH stoga imaju potpune ustavne i zakonske ovlasti na području obrazovanja i školstva. Spomenute županije su osnivači Sveučilišta u Mostaru. Sjedište Sveučilišta u Mostaru je u Mostaru, kulturnom i gospodarskom središtu Hercegovine te kulturnom, političkom i gospodarskom središtu hrvatskog naroda u Bosni i Hercegovini. 
Financiranje redovitih djelatnosti Sveučilišta u Mostaru osiguravaju tri županije s većinskim hrvatskim narodom i dvije županije s mještovitim upravljanjem. Tu postoje veliki problemi jer financiranje Sveučilišta u Mostaru ne spada u obvezne stavke proračuna u županijama nego se financira grantovima, a oni su podložni ograničenjima. 
| - Agronomski i prehrambeno-tehnološki fakultet - Ekonomski fakultet - Fakultet građevinarstva, arhitekture i geodezije - Medicinski fakultet - Fakultet zdravstvenih studija - Farmaceutski fakultet - Filozofski fakultet - Fakultet prirodoslovno-matematičkih i odgojnih znanosti - Pravni fakultet - Fakultet strojarstva, računarstva i elektrotehnike - Akademija likovnih umjetnosti - Teološko–katehetski institut U cilju unapređenja znanstveno-istraživačkog rada, kao ustrojbene jedinice Sveučilišta formirani su i rade sljedeći instituti: - Ekonomski institut - Pravni institut - Institut za društvena istraživanja - Institut za građevinarstvo - Institut za hrvatski jezik, književnost i povijest - Institut za istraživanje i razvoj na kršu - Institut za latinitet - Institut za strojarstvo - Institut za turizam i okoliš |

Svi fakulteti su smješteni u Mostaru, izuzev Akademije likovnih umjetnosti koja se nalazi u Širokom Brijegu. Najveći broj sveučilišnih objekata nalazi se u kampusu 1 u središtu grada, dio objekata nalazi se u kampusu 2 u prigradskom naselju Rodoč, dok se zgrade Medicinskog fakulteta i Fakulteta zdravstvenih studija nalaze u krugu Sveučilišne kliničke bolnice u Mostaru. Zgrade Agronomskog i prehrambeno—tehnološkog fakulteta te Teološko—katehetskog instituta nalaze se izvan kampusa 1, ali u njegovoj neposrednoj blizini. 
U županijskim centrima osnivača (Vitez, Kiseljak, Kreševo, Orašje, Brčko, Livno i Žepče) izvode se dislocirani studiji.

## Rektorat
Rektor
- dr. sc. Bela Ler, red. prof. Ekonomskog fakulteta (1977. – 1979.)
- dr. sc. Emir Humo, red. prof. Strojarskog fakulteta (1979. – 1986.)
- dr. sc. Berislav Blažević, red. prof. Ekonomskog fakulteta (1986. – 1992.)
- dr. sc. Zdenko Kordić, red. prof. Strojarskog fakulteta (1992. – 1999.)
- dr. sc. Frano Ljubić, red. prof. Ekonomskog fakulteta (1999. – 2007.)
- dr. sc. Vlado Majstorović, red. prof. Strojarskog fakulteta (2007. – 2014.)
- dr. sc. Ljerka Ostojić, red. prof. Medicinskog fakulteta (2014. – 2017)
- dr. sc. Zoran Tomić, red. prof. Filozofskog fakulteta (2017. – 2025.)
- dr. sc. Ivo Čolak, red. prof. Fakulteta građevinarstva, arhitekture i geodezije (od 2025.)

## Poznati studenti
| - Vjekoslav Bevanda, ekonomist i političar - Bariša Čolak, političar - Dragan Čović, političar - Zdenko Kordić, sveučilišni profesor - Ivo Lučić, povjesničar i obavještajac | - Nermin Nikšić, političar - Ivić Pašalić, političar - Božo Petrov, psihijatar i političar - Jadranko Prlić, ekonomist i političar |

## Poveznice
- Hrvatski obrazovni sustav u Bosni i Hercegovini

## Vanjske poveznice
| - Sveučilište u Mostaru - Studentski zbor Arhivirana inačica izvorne stranice od 19. listopada 2022. (Wayback Machine) - Agronomski i prehrambeno-tehnološki fakultet - Ekonomski fakultet - Fakultet građevinarstva, arhitekture i geodezije - Medicinski fakultet - Farmaceutski fakultet | - Fakultet zdravstvenih studija - Filozofski fakultet - [neaktivna poveznica] - Pravni fakultet - Fakultet strojarstva i računarstva - Akademija likovnih umjetnosti - Vodič za buduće studente |